# Dieter Krause (Ingenieur)
Dieter Krause (* 11. Dezember 1962 in Erlangen) ist ein deutscher Ingenieur. Er ist Professor für Produktentwicklung und Konstruktionstechnik und war Vizepräsident Lehre der Technischen Universität Hamburg.

## Leben
Krause studierte Fertigungstechnik/Maschinenbau an der Friedrich-Alexander-Universität Erlangen-Nürnberg mit den Schwerpunkten Konstruktionstechnik und Handhabungs- und Montagetechnik und promovierte 1992 dort mit einer Arbeit zum Rechnergestützten Konzipieren. Von 1992 bis 1994 war er als Oberingenieur mit dem Aufbau des Forschungsschwerpunktes Recyclinggerechtes Konstruieren beauftragt. Anschließend war er in verschiedenen Unternehmen des Maschinen- und Anlagenbaus für die Automobilindustrie tätig.
2005 übernahm Krause die Leitung des Instituts für Produktentwicklung und Konstruktionstechnik an der Technischen Universität Hamburg-Harburg. Von Mai 2011 bis Mai 2012 war er dort Vizepräsident Lehre.

## Auszeichnungen
- 2015: Hamburger Lehrpreis[5]
- 2022: Mitglied der Deutschen Akademie der Technikwissenschaften (acatech)[6]